# Буфало (Порторико)
Буфало (шп. Búfalo) град је у америчкој острвској територији Порторико, острвској држави Кариба.

## Демографија
По попису из 2010. године број становника је 949, што је 159 (-14,4%) становника мање него 2000. године.
| Група             | 2000.         | 2010.       |
| Белци             | 6 (0,5%)      | 5 (0,5%)    |
| Афроамериканци    | 42 (3,8%)     | 67 (7,1%)   |
| Азијати           | 0 (0,0%)      | 0 (0,0%)    |
| Хиспаноамериканци | 1.099 (99,2%) | 944 (99,5%) |
| Укупно            | 1.108         | 949         |